# Robin Trower
Robin Leonard Trower (født 9. marts 1945 i London) er en engelsk guitarist, der spillede med orkesteret Procol Harum i 1960'erne og med sin egen powertrio.
Robin Trower dannede allerede i 1962 gruppen The Paramounts, som flere fremtidige medlemmer af Procol Harum spillede i. The Paramounts blev opløst i 1966 og Trower blev herefter medlem af det tidligere Paramount-medlem Gary Brookers band Procol Harum og medvirkede på bandets første single "A Whiter Shade of Pale" i 1967. Trower medvirkede på Procul Harums fem første album, indtil han forlod bandet i 1971.
Efter Procul Harum var han kortvarigt med i banet Jude samme med sangeren Frankie Miller, bassisten James Dewar og tidligare Jethro Tull-trommeslager Clive Bunker. Jude gik hurtigt i opløsning og i stedet dannede Trower sit eget band med Dewar på el-bas og Reg Isidore på trommer (senere erstattet af Bill Lordan).
Trower spillede en bluesbaseret rock, bl.a. inspireret af bl.a. Jimi Hendrix og inspirerede selv flere fremtrædende britiske guitarister, herunder Robert Fripp
I begyndelsen af 1980'erne slog Trower sig sammen med tidligere Cream-bassist Jack Bruce og de tidligere trommeslagere Lordan og Isidore, og indspillede to album, BLT (Bruce, Lordan, Trower) og Truce (Trower, Bruce, Isidore).
I 2007 indspillede Trower sit tredje album med Jack Bruce, Seven Moons, med Gary Husband på trommer.
Trower er fortsat aktiv og turnerer jævnligt.

## Diskografi

### Med Procol Harum
- 1967 Procol Harum
- 1968 Shine on Brightly
- 1969 A Salty Dog
- 1970 Ain't Nothin' to Get Excited About (krediteret som Liquorice John Death)
- 1970 Home
- 1971 Broken Barricades
- 1991 The Prodigal Stranger
- 1995 The Long Goodbye[3]

### Med Robin Trower Band
- 1973 Twice Removed from Yesterday - Certified Gold by RIAA
- 1974 Bridge of Sighs - Opnåede guldplade i USA[4]
- 1975 For Earth Below - Opnåede guldplade i USA
- 1976 Robin Trower Live
- 1976 Long Misty Days - Opnåede guldplade i USA
- 1977 In City Dreams - Opnåede guldplade i USA
- 1978 Caravan to Midnight
- 1979 Victims of the Fury
- 1983 Back It Up
- 1985 Beyond the Mist
- 1987 Passion
- 1988 Take What You Need
- 1990 In the Line of Fire
- 1991 Essential Robin Trower
- 1992 Live in Concert
- 1994 20th Century Blues
- 1996 In Concert
- 1996 King Biscuit Flower Hour Presents Robin Trower
- 1997 Someday Blues
- 1999 This Was Now '74-'98
- 2000 Go My Way
- 2004 Living Out of Time
- 2005 Living Out Of Time: Live (Note: Also available on DVD)
- 2005 Another Days Blues
- 2008 RT@RO.08
- 2009 What Lies Beneath[5]
- 2010 The Playful Heart
- 2011 Robin Trower at The BBC 1973-1975

### Med Bryan Ferry
- 1993 Taxi (Bryan Ferry)
- 1994 Mamouna (Bryan Ferry)
- 2007 Dylanesque (Bryan Ferry)

### Med Jack Bruce
- 1981 B.L.T.
- 1981 Truce
- 1989 No Stopping Anytime (opsamling)
- 2008 Seven Moons
- 2009 Seven Moons Live (koncert)